# Видичатико (Болоња)
Видичатико (итал. Vidiciatico) је насеље у Италији у округу Болоња, региону Емилија-Ромања.
Према процени из 2011. у насељу је живело 714 становника. Насеље се налази на надморској висини од 800 м.